# Zec de la Bessonne
Pour les articles homonymes, voir Besson.
La zec de la Bessonne est une "zone d'exploitation contrôlée" (ZEC) située près de La Tuque, en Mauricie, au Québec, au Canada.  Cette zec crée de 524,5 km2 en 1978 est gérée par l'Association Épervier de La Tuque inc.  Elle prend son nom d'un ancien club privé de chasse qui a été aboli lors de sa création.

## Géographie
La zec de la Bessonne est un territoire de 524,5 km2 située en Mauricie dans l'agglomération de La Tuque. Son territoire est partagé par la ville de La Tuque et les municipalités de La Bostonnais et Lac-Édouard. Elle est bordée à l'est par la zec Jeannotte et la réserve faunique de Portneuf; et au sud par la Zec Tawachiche. Elle est située à 10 km à l'est du centre-ville de La Tuque.
Le territoire est parcouru par 6 rivières dont la Petite rivière Bostonnais, la rivière Jeannotte et la rivière du Milieu (Mékinac). La zec comprend 281 lacs ainsi que le lac Wayagamac qui sert de source d'eau potable à la ville de La Tuque.

## Protection du territoire
La zec de la Bessonne n'est pas une aire protégée reconnu par le gouvernement du Québec, comme pour toutes les autres zecs, l'exploitation forestière et minière y est permis. Cependant, l'île Steamboat, qui est située au centre du Lac Wayagamac est reconnu comme étant une héronnière et comme colonie d'oiseau sur une île.

## Toponymie
Le terme "Bessonne" identifiant une rivière, deux lacs, une île, un barrage et la zec, sont interreliés. Ces toponymes dérivent du nom de la rivière.
Le toponyme "Zec de la Bessonne" a été officialisé le 5 août 1982 à la Banque des noms de lieux de la Commission de toponymie du Québec.